# 布埃納費縣
0°53′55″S 79°29′20″W / 0.89861°S 79.48889°W
布埃納費縣（西班牙語：Cantón Buena Fe），是厄瓜多爾的縣份，位於該國中西部，由洛斯里奧斯省負責管轄，面積569平方公里，2001年人口47,361，人口密度每平方公里83.24人。